# Euchlaena vinosaria
Euchlaena vinosaria là một loài bướm đêm trong họ Geometridae.